# Финланд, Максвелл
Максвелл Финланд (англ. Maxwell Finland; 15 марта 1902, Жашков — 25 октября 1987, Бостон, США) — инфекционист (США). Пионер исследования применения антибиотиков для лечения туберкулёза. Доктор наук (1982).
Член Национальной академии наук США (1972).

## Биография
Учился в Гарвардском университете (колледж, высшая медицинская школа).
60 лет проработал в Бостонской городской больнице (специалист по туберкулёзу).
Автор более 800 научных трудов, разделов многочисленных научных изданий и отчётов. Научные труды по пневмонии признаны классическими образцами медицинских исследований.
В 1988 году американским Национальным фондом инфекционных заболеваний основана премия Максвелла Финланда, присуждаемая ежегодно учёному, который сделал «выдающийся вклад в понимание инфекционных заболеваний или здоровья людей».
С 2002 года медицинская общественность США и преданные ученики М. Финланда торжественно отметили 100-летний юбилей учёного проведением Международного научного симпозиума.